# Ljeb
Ljeb (serbisch-kyrillisch Љеб) ist ein Dorf im Norden von Bosnien und Herzegowina. Es liegt in der Gemeinde Stanari in der Republika Srpska, westlich der Stadt Doboj. Laut der letzten Volkszählung im Jahr 2013 lebten 346 Menschen dort, die sich fast ausschließlich als Serben deklarierten.

## Geografie
Ljeb besteht aus verschiedenen Weilern (u. a. Babići, Bjeloševići, Marići, Janjilovići) an den Hängen links oberhalb des Flüsschens Radnja, kurz vor dessen Mündung in die Mala Ukrina.

## Verkehr

### Straßenverkehr
Unweit von Ljeb verlaufen die Straßen R-474 und R-474a.

### Eisenbahn
In Ljeb befindet sich ein Bahnhof der Strecke Doboj–Banja Luka, der von der Željeznice Republike Srpske (ŽRS) bedient wird. Es werden Verbindungen nach Doboj, Tuzla oder Banja Luka angeboten.

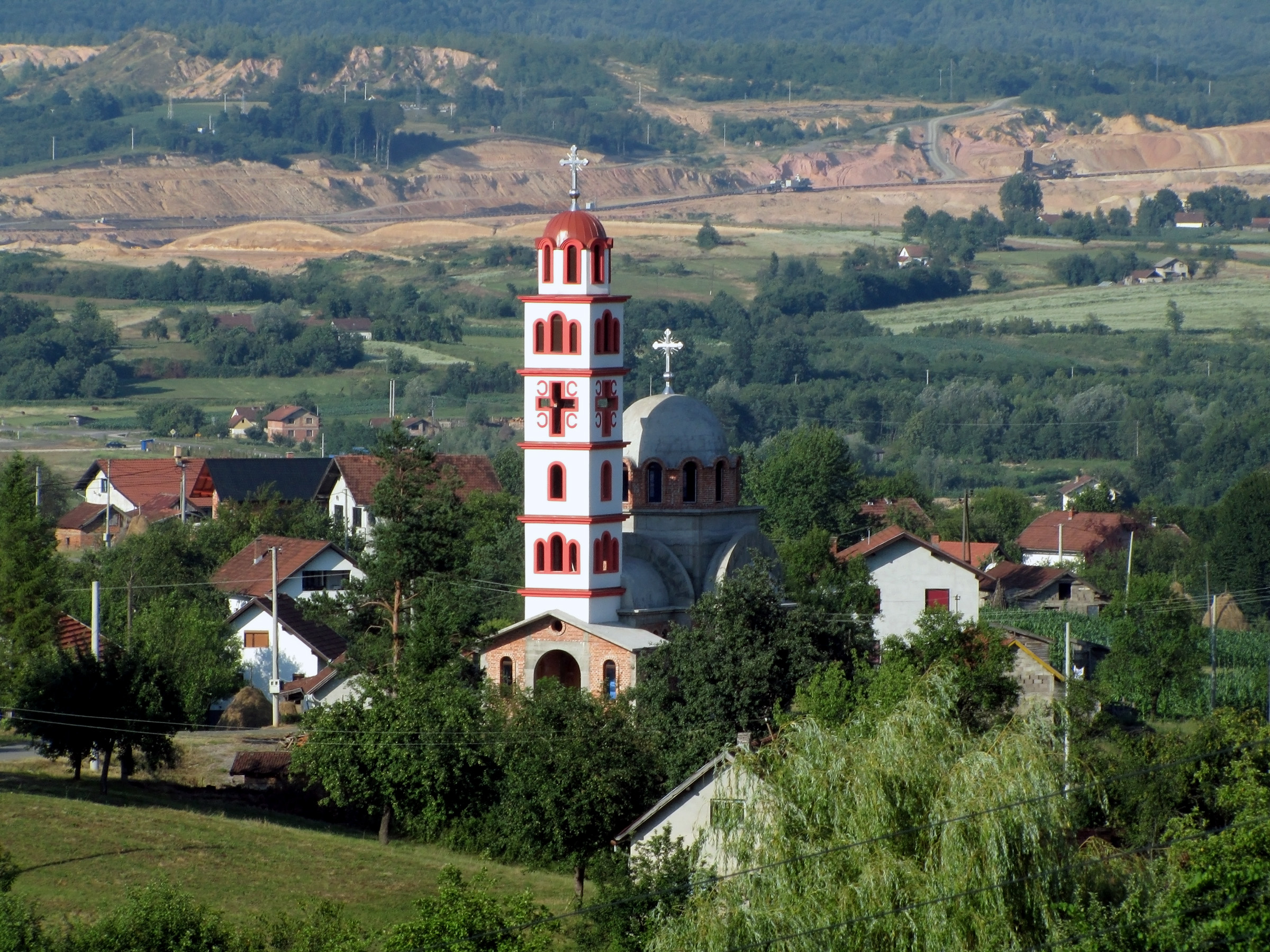
Die Serbisch-orthodoxe Mariä-Entschlafens-Kirche in Ljeb

## Religion
Die Bevölkerung von Ljeb bekennt sich mehrheitlich zur Serbisch-orthodoxen Kirche. Im Dorf befinden sich die seit 2007 im Bau befindliche Mariä-Entschlafens-Kirche sowie auf dem aus dem 19. Jahrhundert stammenden serbisch-orthodoxen Friedhof die in den 1990er Jahren erbaute Mariä-Entschlafens-Kapelle. 
Ljeb gehört zur Pfarrei Osredak im Dekanat Teslić der Eparchie Zvornik-Tuzla der serbisch-Orthodoxen Kirche.